# 富岡製絲廠和絲綢產業遺產群
富岡製絲廠和絲綢產業遺產群，是指位於日本群馬縣富岡市的富岡製絲廠及其周邊古蹟，2014年6月於第38屆世界遺產大會登錄世界文化遺產，成為日本第14處世界文化遺產與第18處世界遺產。

## 遺產概況
富岡製絲廠和絲綢產業遺產群的遺產登錄範圍包含以下四處：
- 富岡製絲廠（位於富岡市）
- 田島彌平舊宅（位於伊勢崎市）
- 高山社跡（位於藤岡市）
- 荒船風穴（位於下仁田町）

## 歷史價值
富岡製絲廠建於1872年，是明治維新后第一個由日本政府官方出資建造的，並由法國人參與設計與管理的現代製絲廠。富岡製絲廠與周邊的田島家、高山社、荒船風穴合作，在群馬縣培育良種蠶、並且逐步擴大生產規模，改進生產技術，成功使日本製絲水平躋身為世界一流。富岡製絲廠的建築風格融合了日本傳統與西方的建築藝術，至今仍然保存著百年前的風貌。其先进的生產與管理技術成為日本乃至東亞絲綢工業的模範，對絲綢工業的現代化以及國際化有著相當重大影響。
田島彌平舊宅是日本著名養蠶專家田島彌平於1863年所建造的房屋及養蠶室。田島彌平在這裡總結傳統養蠶技術，加以改進而完善了“清涼育”養蠶法。
高山社跡是日本著名養蠶專家高山長五郎建造的養蠶研究與教育中心。高山長五郎發明了“清溫育”養蠶法，於1884年成立高山社，對此方法加以推廣。1891年建造的教育中心及蠶室成為日後日本養蠶技術的一大教育中心。
荒船風穴于1905年至1914年間建造，為日本當時規模最大的蠶種儲藏風洞。荒船風穴通過利用天然岩石縫隙間的冷風貯藏蠶種，成功突破了一年只可育蠶一次的限制。
富岡製絲廠和絲綢產業遺產群是日本明治維新時期工業遺產的代表，在世界工業史上具有重要意義。